# Fortuné Dufau
Fortuné Dufau (Santo Domingo, 1770 - Paris, 1821) foi um pintor neoclássico francês.

Œuvres de Fortuné Dufau
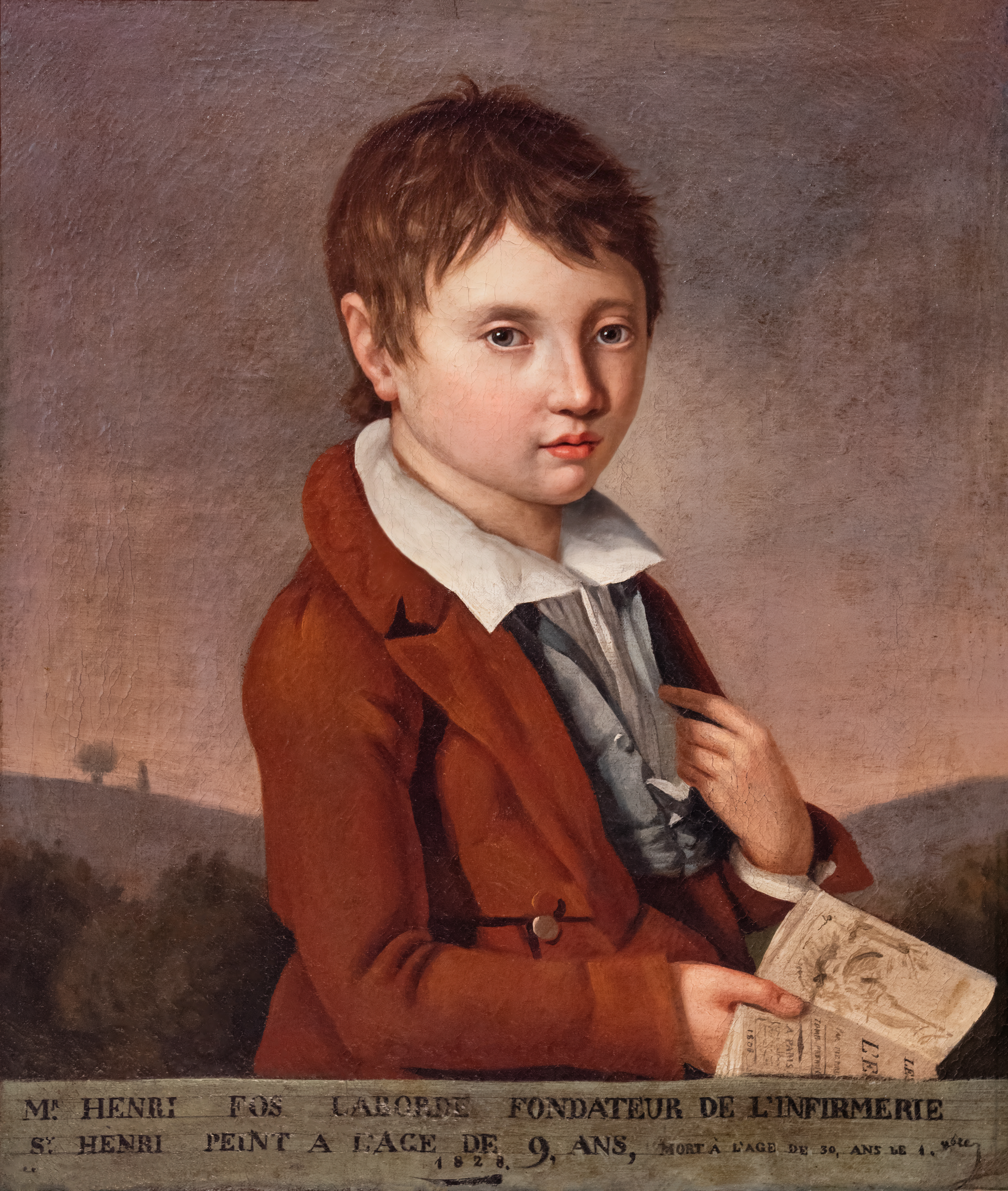
Portrait de Monsieur Henri Fos de Laborde (1807), musée des Beaux-Arts de Gaillac.
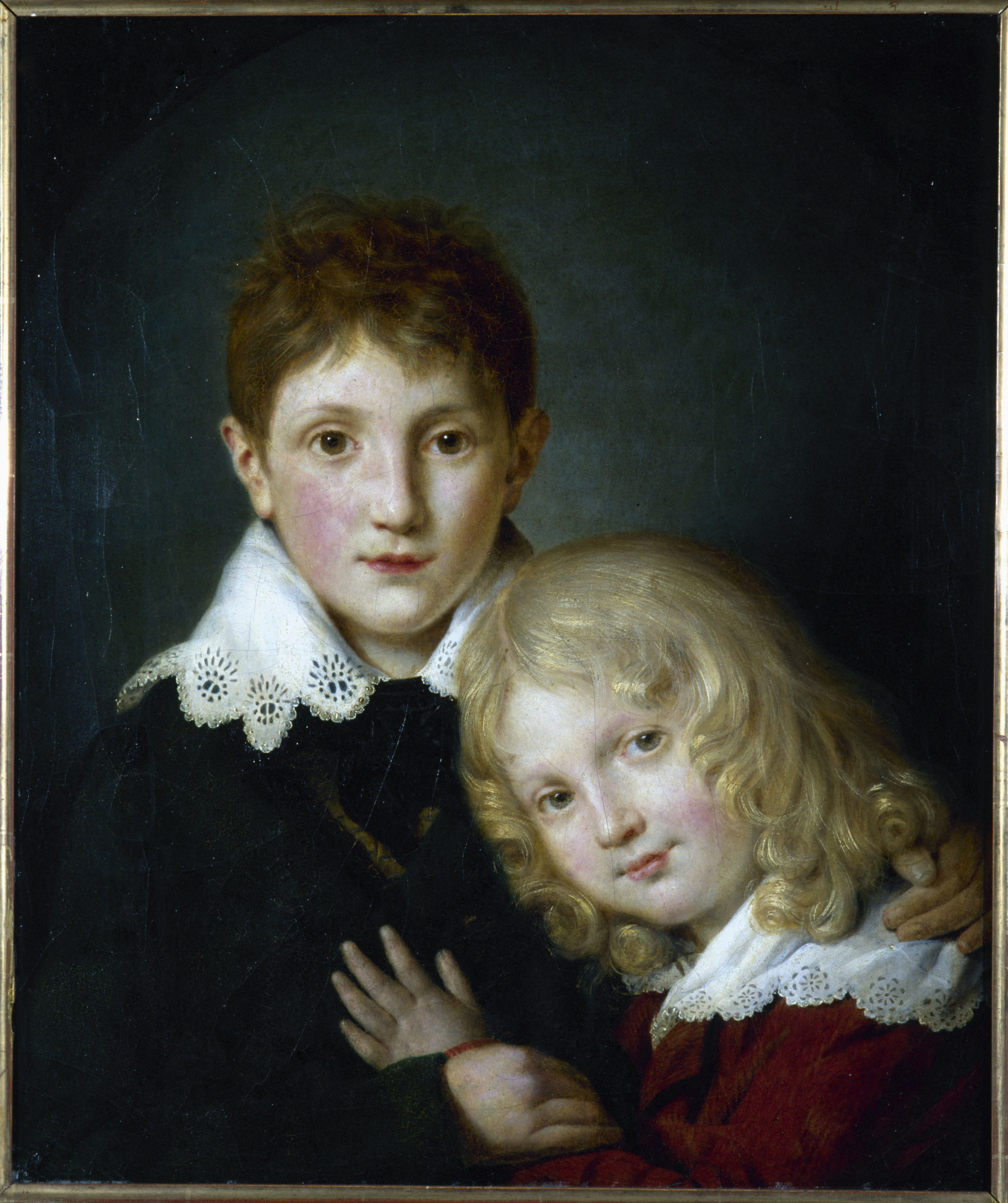
Paul et Alfred de Musset enfants (1813), Paris, musée Carnavalet.
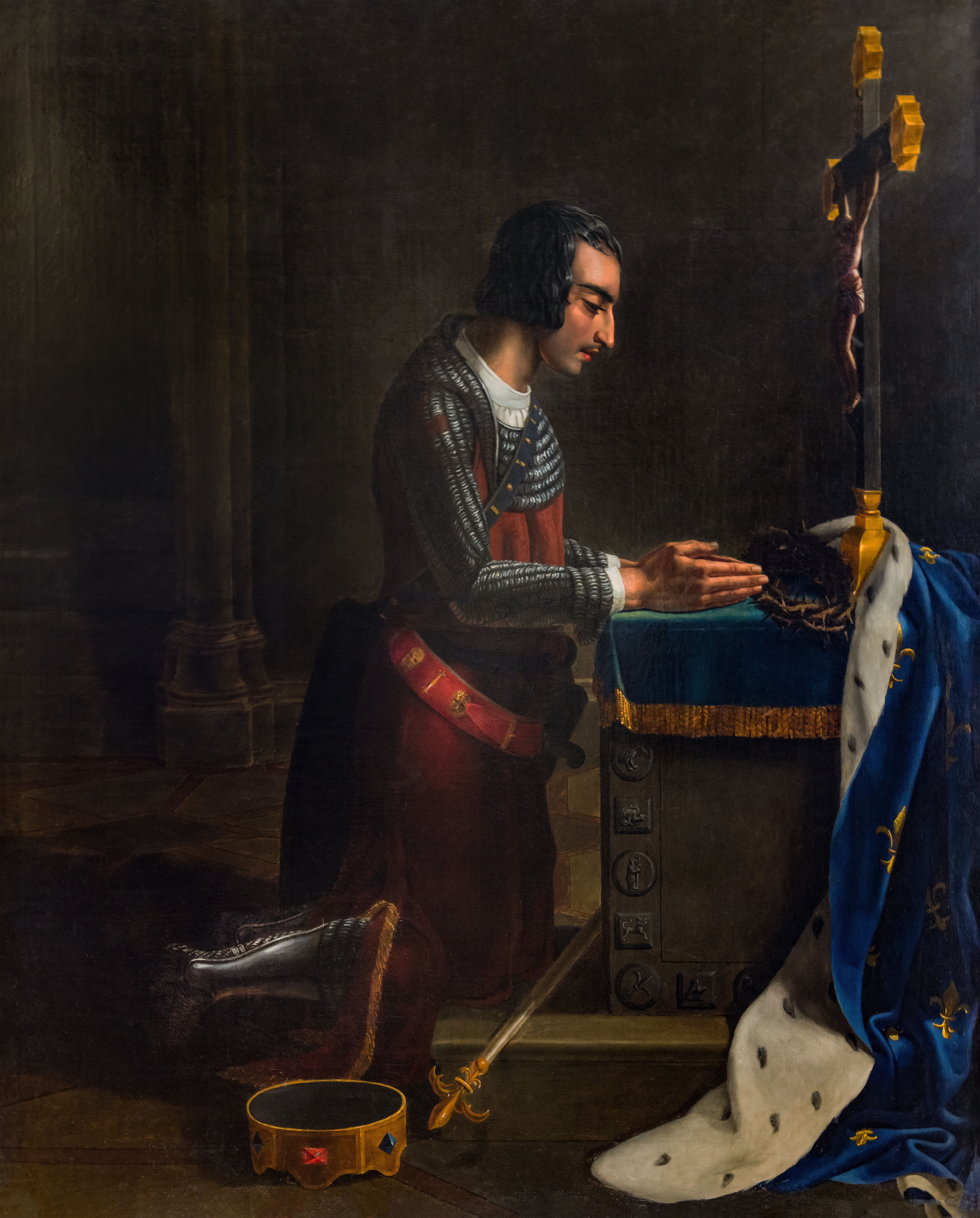
Luís IX de França (1821), église Saint-Pierre de Gaillac.